# ボインシティ (ミシガン州)
ボインシティ（Boyne[bɔɪn] city）は、アメリカ合衆国ミシガン州のシャルルボア郡にある都市。人口は3,740人（2016年推計）だった。
ボインシティはボイン川がシャルルボア湖に流れ込む入り江にあり、湖からみて南東の端にあたる。4つの郡区（タウンシップ）に接しているが、行政上は独立している。その４つはそれぞれ北西のエヴァンジェリンタウンシップ、北東のメルローズタウンシップ、南東のボインバレータウンシップ、南西のウィルソンタウンシップである。
ミシガン州道75号線はボインシティ近郊で二度、国道131号線と合流する。一方がボインから北東へ10キロメートル弱のウォルーンレイクで、もう一方がボインから南東に同じく10キロメートルほど離れたボインフォールズである。郡道はボインからシャルルボア湖の湖岸に沿って南北に走っている。

## 沿革
1856年にボインへの入植がはじまり、1869年には郵便局が設置された。旅館がこの地につくられたのは1879年である。1885年にはボインに村ができた。1904年にボインからボインシティに名前が変わり、1907年には法人化されて市となった。

## 地理
アメリカ国勢調査局によれば、ボインシティは14平方キロメートルの面積を有し、10平方キロメートル余りの陸地と4平方キロメートル弱の水域からなる。

### 気候
ボインシティは、季節ごとの気温の変動が大きい地域にあたる。夏を迎えると温かいというより暑くなり（湿度も高い）、冬は寒い（年によっては非常に寒い）。ケッペンの気候区分に従えば、ボインシティは湿潤大陸性気候に属し、分布図ではDfbで表される。